# Ока Аюмі (тенісистка)
Ока Аюмі (нар. 13 березня 1986) — колишня японська тенісистка.
Найвищу одиночну позицію світового рейтингу — 297 місце досягла 15 червня 2009, парну — 219 місце — 7 липня 2010 року.
Здобула 2 одиночні та 13 парних титулів туру ITF.

## Фінали ITF
| турніри $100,000 |
| турніри $75,000  |
| турніри $50,000  |
| турніри $25,000  |
| турніри $10,000  |

### Одиночний розряд: 2 (2–0)
| Результат | Ранг | Дата           | Турнір              | Покриття  | Суперниця        | Рахунок       |
| --------- | ---- | -------------- | ------------------- | --------- | ---------------- | ------------- |
| Перемога  | 1.   | 9 вересня 2007 | ITF Кіото, Японія   | Килим (i) | Харука Фудзісіро | 6–1, 4–6, 6–3 |
| Перемога  | 2.   | 22 серпня 2011 | ITF Сайтама, Японія | Тверде    | Дуань Їнїн       | 6–3, 6–4      |

### Парний розряд: 23 (13–10)
| Результат | Ранг | Дата              | Турнір                      | Покриття  | Партнерка           | Суперниці                                  | Рахунок                |
| --------- | ---- | ----------------- | --------------------------- | --------- | ------------------- | ------------------------------------------ | ---------------------- |
| Перемога  | 1.   | 12 червня 2005    | ITF Токіо, Японія           | Тверде    | Нацуко Куріта       | Нодзомі Айба Кана Окава                    | 6–3, 6–4               |
| Перемога  | 2.   | 4 червня 2007     | ITF Токіо, Японія           | Тверде    | Танака Марі         | Томоко Тайра Ецуко Кітадзакі               | 3–6, 6–1, 6–4          |
| Перемога  | 3.   | 22 липня 2007     | Kurume Cup, Японія          | Трава     | Томоко Суґано       | Лю Ваньтін Сон Шаньшань                    | 6–4, 6–1               |
| Перемога  | 4.   | 22 вересня 2007   | Цукуба (Ібаракі), Японія    | Тверде    | Томоко Суґано       | Нацумі Хамамура Маекава Аяка               | 6–2, 6–3               |
| Поразка   | 5.   | 19 листопада 2007 | Маніла, Філіппіни           | Тверде    | Кей Секіне          | Чень Ї Као Шао-юань                        | 6–7(5–7), 1–6          |
| Поразка   | 6.   | 3 травня 2008     | Балікпапан, Індонезія       | Тверде    | Томоко Суґано       | Санді Гумуля Лавінія Тананта               | 3–6, 6–4, [7–10]       |
| Перемога  | 7.   | 22 червня 2008    | Sutama, Японія              | Ґрунт     | Маекава Аяка        | Кадзуса Іто Томоко Тайра                   | 6–3, 6–4               |
| Поразка   | 8.   | 13 липня 2008     | Токіо, Японія               | Килим     | Варатчая Вонгтінчай | Чан Кйон Мі Чхе Кйон І                     | 6–3, 2–6, [7–10]       |
| Перемога  | 9.   | 20 вересня 2008   | Кіото, Японія               | Килим (i) | Варатчая Вонгтінчай | Макі Арай Юріна Косіро                     | 5–7, 6–2, [10–2]       |
| Поразка   | 10.  | 1 червня 2009     | Коморо (Наґано), Японія     | Ґрунт     | Варатчая Вонгтінчай | Чжан Шуай Сюй Їфань                        | 2–6, 1–6               |
| Перемога  | 11.  | 8 червня 2009     | Токіо, Японія               | Тверде    | Танака Марі         | Арай Макі Косіро Юріна                     | 7–6, 6–0               |
| Перемога  | 12.  | 2 серпня 2009     | Обіхіро, Японія             | Килим     | Хамамура Нацумі     | Фудзівара Ріка Нара Курумі                 | 3–6, 6–1, [10–5]       |
| Перемога  | 13.  | 23 травня 2010    | Каруїдзава, Японія          | Килим     | Акіко Йонемура      | Сунь Шеннань Сюй Іфань                     | 7–6 (7–1), 6–3         |
| Поразка   | 14.  | 2 серпня 2010     | Ніїґата, Японія             | Килим     | Мікі Міямура        | Акарі Іноуе Котомі Такахата                | 1–6, 4–6               |
| Поразка   | 15.  | 19 вересня 2010   | Кіото, Японія               | Килим (i) | Каорі Онісі         | Кадзуса Іто Томоко Тайра                   | 3–6, 6–7(5–7)          |
| Перемога  | 16.  | 20 березня 2011   | Префектура Міядзакі, Японія | Килим     | Марі Іноуе          | Тінамі Огі Юкі Танака                      | 5–7, 6–2, [10–8]       |
| Перемога  | 17.  | 15 травня 2011    | Kurume Cup, Японія          | Трава     | Йонемура Акіко      | Фудзівара Ріка Тамарін Танасугарн          | 6–3, 5–7, [10–8]       |
| Поразка   | 18.  | 22 травня 2011    | Каруїдзава, Японія          | Килим (i) | Нацумі Хамамура     | Фудзівара Ріка Аояма Сюко                  | 4–6, 4–6               |
| Поразка   | 19.  | 14 травня 2011    | Ніїґата, Японія             | Тверде    | Іноуе Акарі         | Хамамура Нацумі Еріка Сема                 | 1–6, 2–6               |
| Поразка   | 20.  | 22 серпня 2011    | Сайтама, Японія             | Тверде    | Іноуе Акарі         | Лю Ваньтін Лян Чень                        | 3–6, 7–5, [9–11]       |
| Поразка   | 21.  | 11 вересня 2011   | НАТО, Японія                | Килим     | Хамамура Нацумі     | Хісамі Канае Варатчая Вонгтінчай           | 6–1, 6–7(4–7), [12–14] |
| Перемога  | 22.  | 30 жовтня 2011    | Hamanako, Японія            | Килим     | Хамамура Нацумі     | Huỳnh Phương Đài Trang Варатчая Вонгтінчай | 6–3, 6–3               |
| Перемога  | 23.  | 23 березня 2012   | ITF Кофу, Японія            | Тверде    | Такахата Котомі     | Ходзумі Ері Ремі Тедзука                   | 6–4, 5–7, [10–3]       |